# Boudnib
 (janvier 2015).
Si vous disposez d'ouvrages ou d'articles de référence ou si vous connaissez des sites web de qualité traitant du thème abordé ici, merci de compléter l'article en donnant les références utiles à sa vérifiabilité et en les liant à la section « Notes et références ».
Boudnib (en arabe : بودنيب) est une ville du Maroc. Elle est située dans la région de Drâa-Tafilalet.

## Géographie
Boudnib, issue du découpage administratif de 1992, est située au sud-est du Maroc et dépend de la région territoriale de Drâa-Tafilalet et de la province d'Errachidia.
La commune de Boudnib s’étend sur une superficie de 3,8 km2. Elle est entourée par la commune rurale d'Oued Naam. Cette dernière s'étend sur 4 616 km2, soit 7,5% de la superficie totale de la province d'Errachidia.
Boudnib est limitée :
- Au nord par les communes de Guir et de Beni Tadjit.
- Au sud par la frontière Maroco-Algérienne.
- À l'est par les communes rurales de Bouanane et celle d’Ain Chouater.
- À l'ouest par les communes rurales d'Aoufous, Mdaghra et de Guir.

La région fait partie du bassin versant du Guir.

## Climat
La zone, du fait de sa situation géographique au sud-est du Maroc, de sa localisation à plus de 800 km à l’Est de l’océan Atlantique et plus éloignée encore des côtes méditerranéennes, et de sa situation au Sud du massif montagnard du Haut Atlas oriental, est marquée par un climat subsaharien à forte influence continentale.

### Précipitations
Les précipitations ont une grande variabilité « spatio-temporelle ». Il tombe de 100 à 120 mm d'eau/an. L'essentiel des pluies est concentré sur 15 à 20 jours. Les averses sporadiques, qui n'ont lieu qu'au printemps et à l'automne, sont généralement orageuses et ont tendance à raviner le sol. Elles provoquent des crues que les oasiens mettent à profit pour irriguer leurs maigres champs ou les engraisser avec les alluvions.

### Températures
La zone, située dans le sud-est marocain, est aride avec des températures globalement hautes et contrastées. L'ouverture de la plaine de Boudnib sur le domaine saharien vers le sud permet aux températures en été d'atteindre des maxima de 48,6 °C, ce qui en fait l'une des régions les plus chaudes du Maroc. D'autre part, en hiver, la région enregistre des minima qui peuvent atteindre −8,5 °C. Ce contraste journalier et saisonnier a un fort impact sur le couvert végétal, sur l'agriculture et sur les ressources en eau.

### Vents
Les vents sont très fréquents, forts et violents surtout en saison estivale. Les vents les plus fréquents sont celui de l'est, le Chergui, qui souffle plus fréquemment en été, et celui de l'ouest, le Sahili, qui se manifeste en hiver. La vitesse de ces vents peut atteindre des valeurs très élevées, engendrant des tempêtes de sable, ce qui accentue le phénomène d’ensablement et de désertification de la zone.
Pour la période 1982-2003, la vitesse moyenne annuelle est de l’ordre de 3 m/s. La variation est faible entre 1,8 et 2,4 m/s pour le mois de décembre et 3,4 et 4,5 m/s au mois d’avril et mai.

### Sources
- Ouiaboub Lahcen, Mémoire de fin d'étude du Master en Géographie à la faculté des lettres et sciences humaines de Sais-Fès, soutenu en 2014.